# تشارلي سميث (شاعر)
تشارلي سميث (بالإنجليزية: Charlie Smith)‏‏ (27 يونيو 1947 في مولتري - ) شاعر، وروائي، وكاتب من الولايات المتحدة.